# Монастирський Денис Анатолійович
Дени́с Анато́лійович Монасти́рський (12 червня 1980, Хмельницький, Українська РСР — 18 січня 2023, Бровари, Київська область, Україна) — український юрист, політик, міністр внутрішніх справ України (2021—2023), народний депутат (2019—2021) від партії «Слуга народу», голова Комітету Верховної Ради з питань правоохоронної діяльності (2019—2021), член РНБО України (2021—2023), голова ФСТ «Динамо» України.
Загинув у авіакатастрофі в Броварах 18 січня 2023 року.

## Трудова діяльність
У 2000 році працював на посаді юрисконсульта ПАТ "Хмельницький завод ковальсько-пресового устаткування «Пригма-Пресс» (Хмельницький).
З 2003 по 2006 рік працював помічником-консультантом народного депутата України у Верховній Раді України.
У 2007 році був юристом у компанії «Hillmont Partners» (компанія надає послуги інвесторам та бізнесу). У 2009 році працював у «Global Ties KC».
З 2005 по 2016 рік викладав у Хмельницькому університеті управління та права, очолював відділ з питань законотворчості та наукових експертиз.
Революція гідності визначила необхідність зміни виду діяльності з теоретичного на практичний — пов'язаний з реформуванням правоохоронної системи держави.
З 2015 року брав участь в обранні керівного складу місцевих прокуратур (під час реструктуризації органів прокуратури 2015—2016 рр.).
У 2015—2017 роках обіймав посаду юриста в компанії ТОВ «Лігал Консалтинг» (компанія працює в сфері управління та комерції).
З 2016 року брав участь у формуванні Державного бюро розслідувань. Був секретарем постійно активної Конкурсної комісії з формування Державного бюро розслідувань.
У березні 2017-му, як експерт «Українського інституту майбутнього», Денис Монастирський представив доповідь «Реформа Нацполіції: план дій на сто днів». У ній ішлося про те, як її керівництво мало б далі реформувати різні свої підрозділи.
З 2016 по 2019 рік співпрацював як експерт з питань реформування правоохоронної та судової систем з Аналітичним центром «Український інститут майбутнього»
З 2019 по 2021 рік — народний депутат України, голова Комітету Верховної Ради України з питань правоохоронної діяльності.
16 липня 2021 року Верховна Рада України призначила Дениса Монастирського на посаду Міністра внутрішніх справ України.
У вересні 2022-го Монастирський брав участь в операції з наймасштабнішого обміну полоненими між Україною та РФ, коли додому повернулися 215 українських захисників, у тому числі понад 100 бійців і командирів «Азова».

## Освіта та підвищення кваліфікації
Закінчив юридичний факультет Хмельницького університету управління та права.
Протягом 2005—2006 років проходив навчання у Всеукраїнській школі законотворчості при Інституті законодавства Верховної Ради України.
У 2009 році захистив дисертацію на здобуття наукового ступеня кандидата юридичних наук. Тема дослідження: «Стабільність закону: поняття, сутність та фактори забезпечення».
Випускник програми «Громадські зв'язки» (Community Connections), у рамках якої відвідав з навчальним візитом США у вересні 2009 року за програмою «Волонтерство: ефективний відбір волонтерів, навчання, розподіл завдань та їх винагорода».
З квітня по грудень 2018 року проходив програму Консультативної місії Європейського Союзу «Лідерство в управлінні змінами» для експертів з державної політики в секторі цивільної безпеки України.
У серпні 2018 року взяв участь у міжнародному курсі підвищення кваліфікації за темою «Поліція і суспільство», організованому Центром співробітництва і розвитку МАШАВ, Міністерством іноземних справ Ізраїлю спільно з поліцією Ізраїлю (м. Єрусалим, 12—31.08.2018).
З 23 жовтня по 13 листопада 2020 року проходив курс «Державне управління та лідерство в епоху інновацій» від Національного університету Сінгапуру «Школа державної політики Лі Куан Ю».

## Громадська робота

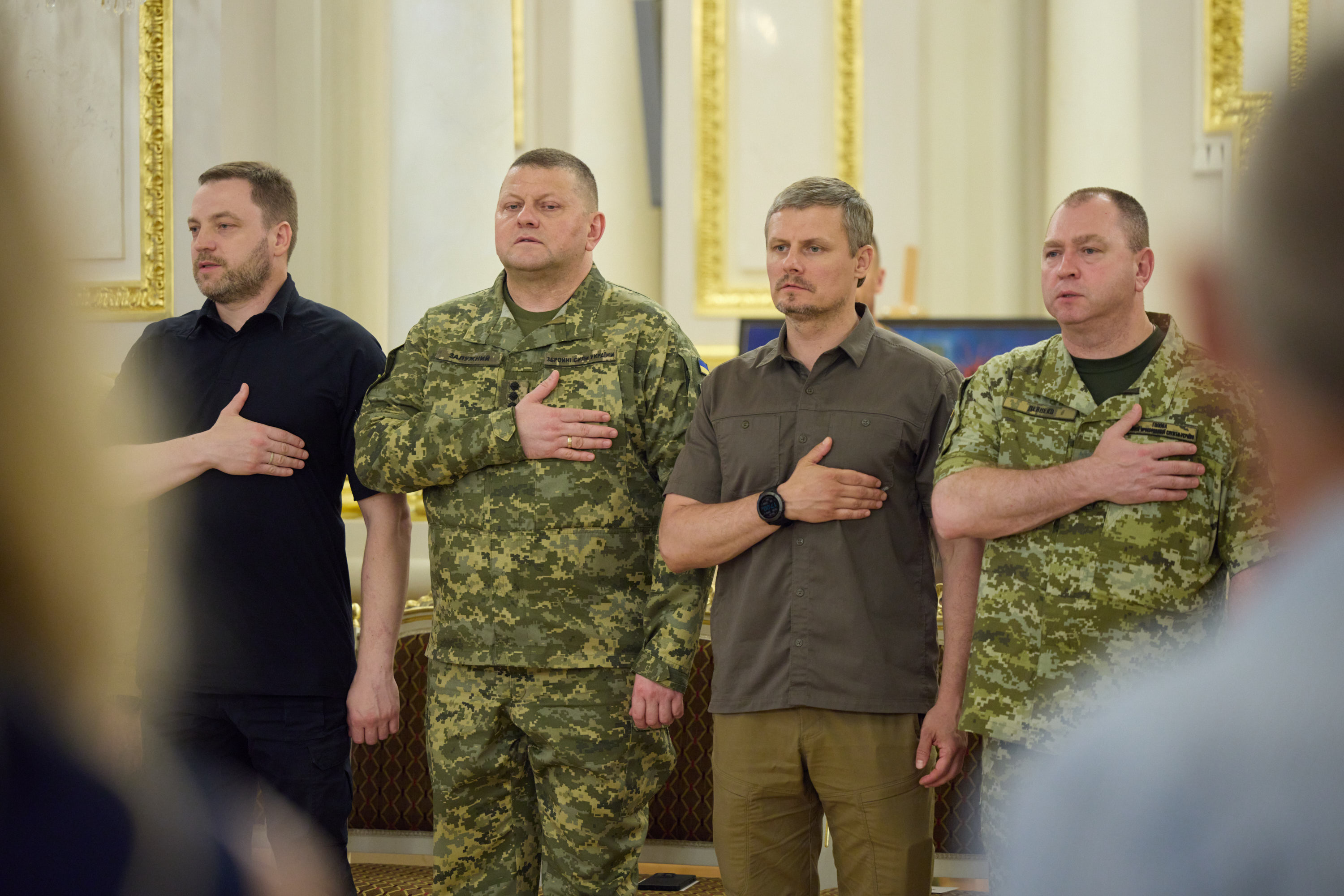
Вшанування Героїв України. 29 серпня 2022

З 1997 року Д. А. Монастирський займався громадською діяльністю. З 2001 року — заступник голови, а з 2006 року — голова Подільського молодіжного культурного об'єднання ім. Реріха «У майбутнє через Культуру», метою якого є культурно-просвітницька робота серед російськомовної молоді, захист національної культурної спадщини письменника.
Відзначився також і в розвитку волонтерства: соціальний молодіжний проєкт «У майбутнє через культуру» залучав охочих до прибирання та наведення ладу на історичних пам'ятках  Хмельниччини, зокрема у Меджибізькій фортеці (з 2013 року).
За результатами 2012 року проєкт переміг у Національному конкурсі «Волонтер року 2012», після чого у 2013 році отримав грант Президента України для обдарованої молоді у розмірі 75 тис. гривень. Протягом вересня-листопада 2014 року гроші витрачають на волонтерські трудові виїзди до Меджибожа, Самчиків, Ізяслава, Антонін, Сатанова, Зінькова та у Жванець.
В межах волонтерської діяльності активісти розчищали територію від самонасаджень, вирівнювали за стінами фортеці земельні вали, а в 2015-у допомагали реставрувати зубці на мурах фортеці.
Заступник директора державного історико-культурного заповідника «Межибіж» Ігор Западенко розповів, що Денис Монастирський у 2015 році склав іспит на висотні роботи, зібрав волонтерську бригаду, серед якої були й студенти, та приїхав з нею на реставрацію фортеці.
У грудні 2022 року за ініціативи Монастирського було розроблено проєкт «Дотик», в рамках якого планували створити мережу центрів психолого-соціальної реабілітації для поранених військовослужбовців на базі музеїв та замків Хмельниччини. Окрім заповідника «Меджибіж» до проекту мали залучити Малієвецький музей.

## Особисте життя
Був одружений. Дружина — Монастирська Жанна Вікторівна працює головним спеціалістом юридичного відділу в Державному бюро розслідувань. Виховували двох синів — Павла та Михайла.
Володів українською, англійською та російською мовами.
Цікавився індійською філософією. В 2010 році разом з дружиною відвідав Індію.
Своїми захопленнями Монастирський називав водні та лісові походи і відпочинок в лісі біля річки, а також творчість Володимира Висоцького.

## Загибель та похорон
Загинув вранці 18 січня 2023 року на 43-му році життя унаслідок авіатрощі гвинтокрила ДСНС у Броварах Київської області. Похований 21 січня 2023 року на Байковому кладовищі у Києві (ділянка № 42а).

## Вшанування пам'яті
- 11 квітня Кабінет Міністрів України заснував стипендію МВС імені Дениса Монастирського для курсантів випускних курсів вищих навчальних закладів у розмірі 50 тис. грн.[28]
- На фасаді будівлі навчального корпусу № 1 Університету управління та права ім. Юзькова було відкрито меморіальну дошку. У цьому приміщенні навчався Монастирський, тут тривалий час була розташована кафедра теорії та історії держави і права, де він працював, також тут розташована науково-дослідна частина, один із відділів якої він очолював.[29]
- На вшанування пам'яті в Університеті управління та права ім. Юзькова планували запровадити студентську премію імені Монастирського для студентів денної форми спеціальності «право», які за підсумками навчальної успішності, наукової, громадської та організаційної роботи займали би перші місця у рейтинговому оцінюванні.[29]
- Після річниці з дня загибелі Монастирського в Університеті управління та права ім. Юзькова запланували провести науково-практичну конференцію, де тематичними напрямками буде сфера його наукових інтересів та сфера практичної діяльності.[29]
- 18 січня 2024 року презентували документальний фільм «Незавершений політ».
- 18 січня 2024 року місті Київ вулицю Сурикова перейменували на вулицю Дениса Монастирського.[30]

## Нагороди
- Орден «За заслуги» III ст. (23 серпня 2022) — за значні заслуги у зміцненні української державності, мужність і самовідданість, виявлені у захисті суверенітету та територіальної цілісності України, вагомий особистий внесок у розвиток різних сфер суспільного життя, відстоювання національних інтересів нашої держави, сумлінне виконання професійного обов'язку[31].

## Наукові публікації
- Монастирський, Д. А. Проблемні аспекти розуміння демократії в сучасному суспільстві. Держава і права: Зб. наук. праць. Юридичні і політичні науки (2002): 485—488.
- Монастирський, Д. А. Історичні витоки сучасного розуміння закону в Україні. Вісник Хмельницького інституту регіонального управління та права 1-2 (2004): 36-44.
- Монастирський Д. А. Поняття та природа стабільності закону / Д. А. Монастирський // Унів. наук. зап. / Хмельниц. ун-т упр. та права. — Хмельницький, 2005. — № 1/2.
- Монастирський Д. А. Концептуальний підхід до нормотворчості як елемент стабільності системи нормативно-правових актів. Університетські наукові записки, 2005, № 4(16)
- Монастирський, Д. А. Забезпечення стабільності закону у законотворчості. Бюлетень Міністерства юстиції України 2 (2006): 95-101.
- Монастирський Д. А. Стабільність закону: поняття, сутність та фактори забезпечення: дис. … канд. юрид. наук : 12.00.01 / Д. А. Монастирський ; НАН України, Ін-т держави і права ім. В. М. Корецького. — К., 2008.
- Правове письмо: [навч. посіб.] / В. А. Ватрас, Д. А. Монастирський, В. Г. Рогожа та ін. ; за ред. Р. О. Стефанчука. — К. : Алерта ; ЦУЛ, 2011. — 148 с.
- Монастирський Д. А. Вплив на законодавчий процес правової та організаційної культури народних депутатів України. Університетські наукові записки, 2012, № 1(41)

Автор (співавтор) 25 наукових публікацій, трьох навчальних посібників («Нормотворчість в юридичних клініках», «Правознавство» і «Правове письмо»), а також близько 70 проєктів законів України, поданих у Верховну Раду.